# Cedar Valley
Cedar Valley és una ciutat dels Estats Units a l'estat d'Oklahoma. Segons el cens del 2000 tenia 58 habitants.

## Demografia
Segons el cens del 2000, Cedar Valley tenia 58 habitants, 28 habitatges, i 19 famílies. La densitat de població era de 45,7 habitants per km².
Dels 28 habitatges en un 21,4% hi vivien nens de menys de 18 anys, en un 60,7% hi vivien parelles casades, en un 7,1% dones solteres, i en un 32,1% no eren unitats familiars. En el 28,6% dels habitatges hi vivien persones soles el 17,9% de les quals corresponia a persones de 65 anys o més que vivien soles. El nombre mitjà de persones vivint en cada habitatge era de 2,07 i el nombre mitjà de persones que vivien en cada família era de 2,53.
Per edats la població es repartia de la següent manera: un 15,5% tenia menys de 18 anys, un 1,7% entre 18 i 24, un 17,2% entre 25 i 44, un 34,5% de 45 a 60 i un 31% 65 anys o més.
L'edat mediana era de 56 anys. Per cada 100 dones de 18 o més anys hi havia 88,5 homes.
La renda mediana per habitatge era de 53.125 $ i la renda mediana per família de 54.375 $. Els homes tenien una renda mediana de 60.833 $ mentre que les dones 41.250 $. La renda per capita de la població era de 26.766 $. Cap de les famílies estaven per davall del llindar de pobresa.

## Poblacions més properes
El següent diagrama mostra les poblacions més properes.